# Centre pour les études en France
Pour les articles homonymes, voir CEF.
Les Centres pour les études en France (CEF), créés en 2005 en fusionnés en 2007 dans Campus France, sont des dispositifs de promotion de l'enseignement supérieur français à l'étranger. Ils sont également responsables de la plateforme Internet d'inscription et de la procédure « Études en France » qui gère plus de 100 000 candidatures par an. 

## Histoire
Les Centres pour les études en France (CEF) sont issus de l’une des mesures phares du Séminaire intergouvernemental sur l’attractivité de la France du 7 février 2005. Ils ont pour but de maximiser l’apport des étudiants étrangers au rayonnement culturel, politique et économique de la France. 
À partir du 1er janvier 2007, les CEF fusionnent avec les « espaces ÉduFrance » et deviennent des « espaces Campus France », guichets uniques pour tout étudiant étranger ayant un projet d’études en France.   

## Plateforme «Études en France»
La procédure d'inscription en France des candidats étrangers qui souhaitent s'inscrire en licence (sauf 1re année), master, ou doctorat peut se faire directement auprès de l'établissement concerné, sauf pour 67 pays visés par la procédure "Études en France" : Afrique du Sud, Azerbaïdjan, Algérie, Arabie Saoudite, Argentine, Bahreïn, Bénin, Bolivie, Brésil, Burkina Faso, Burundi, Cambodge, Cameroun, Canada, Chili, Chine, Colombie, Comores, Congo, Corée du Sud, Côte d'Ivoire, Djibouti, Émirats arabes unis, Égypte, Equateur, États-Unis, Gabon, Géorgie, Ghana, Guinée, Haïti, Inde, Indonésie, Iran, Israël, Japon, Jordanie, Kenya, Koweït, Laos, Liban, Madagascar, Malaisie, Mali, Maroc, Maurice, Mauritanie, Mexique, Népal, Niger, Nigeria, Pérou, Qatar, République démocratique du Congo, République dominicaine, Royaume-Uni, Russie, Sénégal, Singapour, Taïwan, Tchad, Thaïlande, Togo, Tunisie, Turquie, Ukraine, Vietnam. 
« Études en France » offre un service en ligne qui accompagne les étudiants internationaux dans leurs démarches de candidature et facilite l'obtention d'un visa (à moitié prix). Il ne concerne que les étudiants étrangers et que les 303 institutions partenaires (« connectées ») : 68 universités, 6 instituts catholiques, 2 universités de technologie, 1 centre universitaire de formation et de recherche, 139 écoles d’ingénieur (grandes écoles, cdefi/cge), 20 écoles nationales supérieures d’architecture, 4 écoles d’art, 16 écoles rattachées à des universités, 13 écoles du groupement Polytech, 2 écoles consulaires, 3 établissements membre du Forum Campus France, 29 établissements de français langue étrangère (FLE). 
Des frais s'appliquent. Un entretien avec les autorités consulaires est parfois demandé.
En 2022, plus de 140 000 étudiants issus de 70 pays dans le monde entier avaient déposé une candidature via « Études en France », en hausse de 18 % par rapport à 2019.